# جزایر کارولین

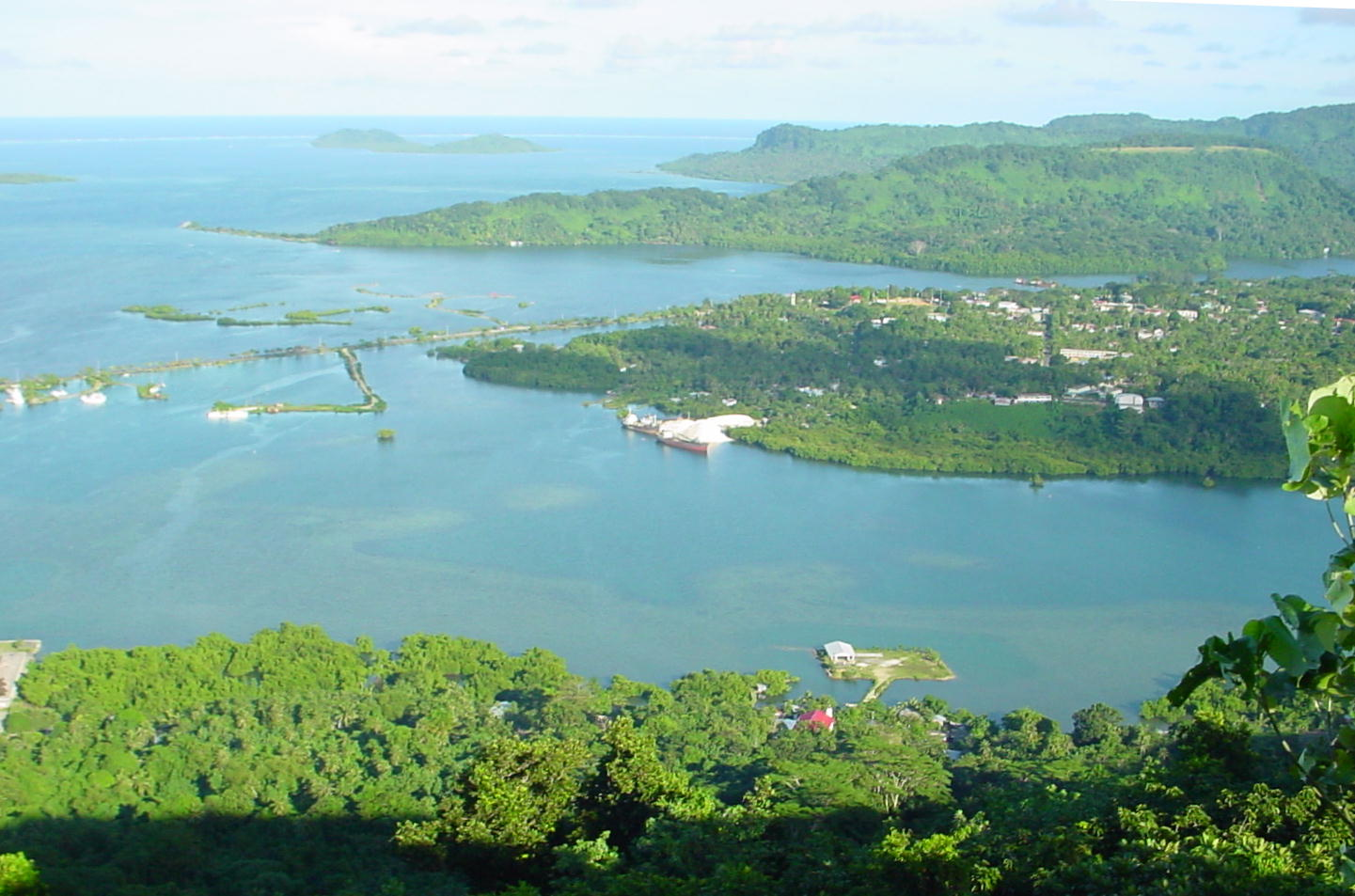

جزایر کارولین (به انگلیسی: Caroline Islands) مجمع الجزایری واقع در اقیانوس آرام است. بیشتر این جزیره‌ها آتول‌های مرجانی و کم ارتفاع هستند

## تاریخچه
این جزیره‌ها به نام چارلز دوم Charles II، پادشاه اسپانیا نام‌گذاری شد.
این جزایر تحت اداره اسپانیا (۱۸۷۴ تا ۱۸۹۹)، آلمان (۱۸۹۹ تا ۱۹۱۴) و ژاپن (۱۹۱۴ تا ۱۹۴۵) بود و سپس به صورت بخشی از سرزمین قیمومی اقیانوس آرام ایالات متحده آمریکا درآمدند. در ۱۹۷۹، خودگردان شدند. در ۱۹۸۶، اداره این جزایر از طرف آمریکا رسماً پایان یافت

## تقسیمات

### ایالات فدرال میکرونزی
- ایالت چوک (تروک) Chuuk
- ایالت کورسای Kosrae
- ایالت یاپ Yap
- ایالت پوهنپئی Pohnpei

### پالائو
- آیملیک Aimeliik
- آیرای Airai
- آنگائور Anguar
- هاتوهوبئی Hatohobei
- کایانگل Kayangel
- کورور Koror
- مِلِکِئوک Melekeok
- نگارارد Ngaraard
- نگارچلونگ Ngarchelong
- نگاردمائو Ngardmau
- نگاتپانگ Ngatpang
- نگچسار Ngchesar
- نگرملنگوئی Ngaremlengui
- نگیوال Ngiwal
- پللیو Peleliu
- سونسورول Sonsorol